# Fernando Schiavetti
Pour les articles homonymes, voir Schiavetti.
Fernando Schiavetti (né le 20 août 1892 à Rome et mort le 16 février 1970 à Rome) était un antifasciste, politicien et journaliste italien ainsi que le directeur de la Libre École italienne, à Zurich.

## Vie
Fernando Schiavetti a obtenu, en 1916, le diplôme de la faculté des lettres de l'université de Pise. Il a ensuite dirigé le quotidien du Parti républicain italien, La Voce Repubblicana, jusqu'à l'interdiction de tous les journaux antifascistes en 1926. Afin de se soustraire à la persécution par le régime fasciste, il s'installe avec sa femme Giulia Bondanini et ses deux filles, Annarella (1921-2014) et Franca (1925-1996), tout d'abord en France (Marseille), puis en Suisse. Il a vécu de 1931 à 1945, à Zurich, où il a assumé, en 1931, la direction de la Scuola libera italiana (Libre École italienne), qui venait d'être réorganisée en 1930, afin d'avoir un revenu régulier pour lui et sa famille. En même temps, il a donné des cours de formation pour les émigrés italiens et il a travaillé pour le journal Libera Stampa . En 1943, il fut parmi les fondateurs de la Federazione delle colonie libere italiane en Suisse.
En 1945, il a fait retour en Italie où il fut élu au Parlement comme candidat du Parti d'action. Plus tard il rejoint le Parti socialiste italien (PSI) qui participa au gouvernement à plusieurs reprises à partir de 1963. Après que l'action gouvernementale eut déterminé la scecession de l'aile radicale qui se reconstitua sous le nom PSIUP (Parti socialiste de l'unité prolétarienne, ital. "Partito Socialista Italiano di Unità Proletaria"), Schiavetti a adhéré au nouveau parti qui fusionna, en 1974, avec le Parti communiste italien (PCI). Il a terminé sa carrière politique en fonction de sénateur. 

## Littérature
- (de) Franca Magnani : Eine italienische Familie, Kiepenheuer & Witsch, Cologne, 1990 (Knaur Taschenbuch, Munich, 1993,  (ISBN 3-426-04859-0))
- (it) Elisa Signori, Marina Tesoro : Il Verde e il Rosso – Fernando Schiavetti e gli antifascisti nell'esilio fra repubblicanesimo e socialismo, Florence, 1987 (Le Monnier)
- (it) Elisa Signori : Frammenti di vita e d’esilio – Giulia Bondanini, una scelta antifascista, Zurich, 2006 (L’Avvenire dei lavoratori)
- (it) Stéfanie Prezioso, Itinerario di un "figlio del 1914". Fernando Schiavetti dalla trincea all'antifascismo, Manduria-Bari-Rome, 2004 (Piero Lacaita)

## Liens
- Biographie sur le site du Dictionnaire historique de la Suisse